# Fontaines-Saint-Martin
Fontaines-Saint-Martin település Franciaországban, Métropole de Lyon különleges státuszú nagyvárosban (métropole: nagyjából „megyei jogú város”). Lakosainak száma 3070 fő (2022. január 1.). Fontaines-Saint-Martin Rochetaillée-sur-Saône, Sathonay-Village, Cailloux-sur-Fontaines, Fleurieu-sur-Saône és Fontaines-sur-Saône községekkel határos.

## Népesség
A település népességének változása:
| Lakosok száma | 3091 | 3087 | 3144 | 3052 | 3053 | 3033 | 3015 | 3043 | 3070 |
|               | 2013 | 2015 | 2016 | 2017 | 2018 | 2019 | 2020 | 2021 | 2022 |